# Johann von Eck
Johann von Eck (* in Trier; †  2. Dezember 1524 in Esslingen am Neckar), auch von der Eck, von Ecken, Eccius, Eckius, de Aci war ein deutscher Jurist und trierischer Offizial, also Vorsitzender des katholischen Kirchengerichts.

## Leben

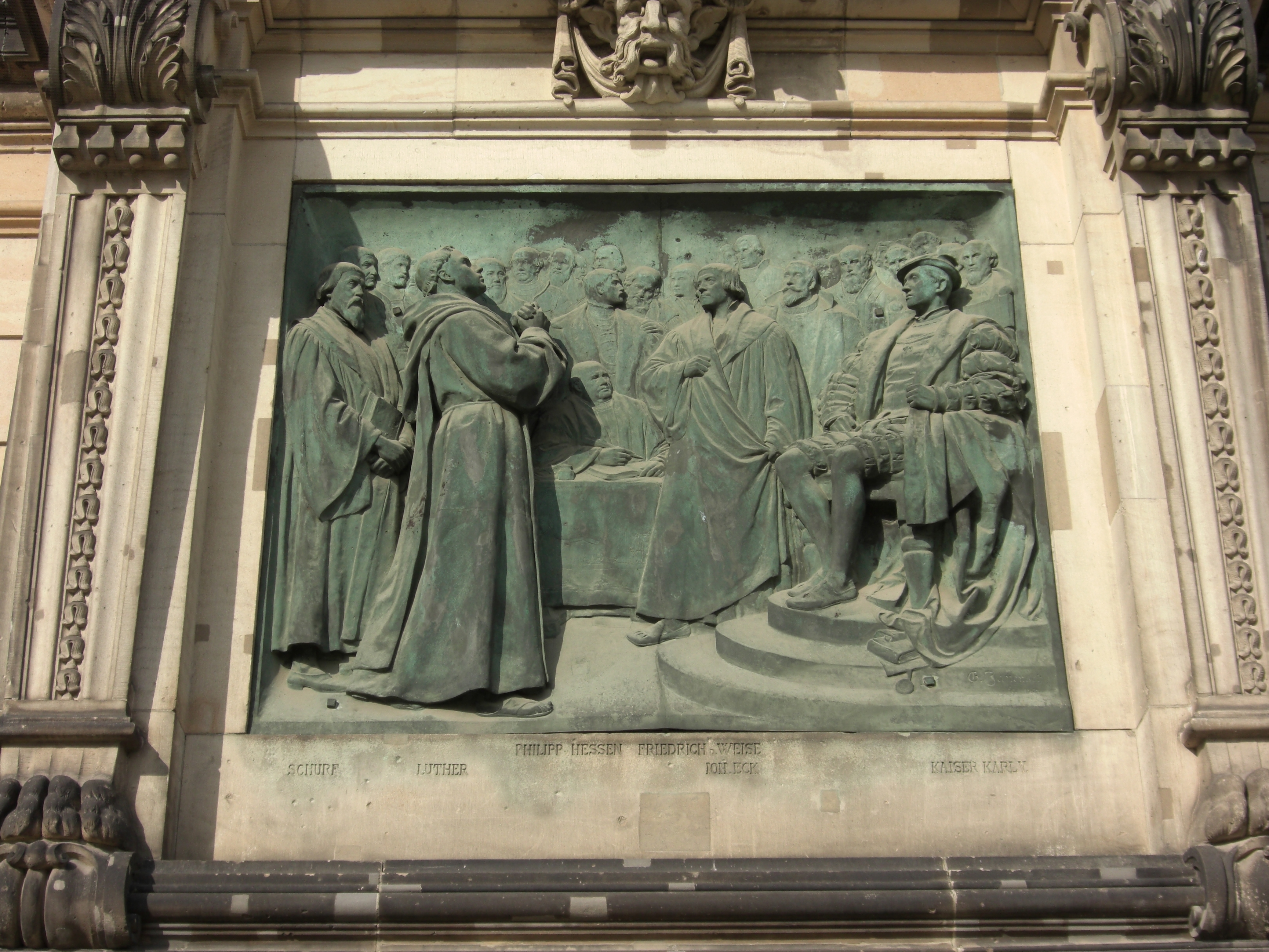
Hieronymus Schurff, Martin Luther und Johann von Eck auf dem Reichstag zu Worms; Relief am Berliner Dom

Johann von Eck stammte aus der alten trierischen Adelsfamilie von der Ecken. Er studierte 1502 in Bologna, wurde 1505 in Siena zum Dr. iur. utr. promoviert und ab 1506 in den Statuten der juristischen Fakultät Trier als Professor geführt. Nach einem Protokoll der Fakultät war er im Jahre 1515 Gesandter des Erzstifts Trier in Brüssel, der Hauptstadt der Burgundischen Niederlande.
Johann von Eck war Priester und ist urkundlich als Pfarrer von St. Gangolf erwähnt. Als Offizial reiste er 1515 mit seinem kurfürstlichen Erzbischof Johann von Metzenhausen nach Rom, um Ablässe für die Trierer Domkirche zu erwirken. Anschließend sicherte sich von Eck als Kommissar einen beträchtlichen Teil der Erträge.
Als Offizial ging von Eck besonders gegen die reformatorischen Ideen im Erzbistum Trier vor. Wie der apostolische Nuntius Aleander nach Rom berichtete, war er „ein gelehrter, rechtgläubiger und in Ausführung der apostolischen und kaiserlichen Mandate höchst gewissenhafter Mann, der in Trier die ketzerischen Bücher so gründlich verbrannte, daß auch nicht eines übrig blieb“.
Im Jahre 1521 nahm ihn sein neuer Dienstherr Erzbischof Richard von Greiffenklau als Berater mit zum Reichstag nach Worms, wo von Eck am 17. und 18. April mit dem Verhör Luthers beauftragt war. Seine Namensähnlichkeit mit dem Theologen und Luther-Gegner Johannes Eck führt häufig zu Verwechselungen.
Als sprachgewandter Jurist beeindruckte er Luther in Worms bei seinem ersten Verhör. Am zweiten Tag war von Eck zu sehr Taktiker und zu wenig religiös, um Luther wirksam begegnen zu können. Am 24. April besuchte von Eck zusammen mit Johannes Cochläus Luther privat, mit dem Ziel ihn umzustimmen. Als auch dieser letzte Vermittlungsversuch scheiterte, überbrachte von Eck Luther am 25. April die Botschaft Kaiser Karls, er werde nun als Hüter der Kirche und des Glaubens gegen ihn vorgehen.
Auch von Ecks zweite bedeutende Mission im April 1521, als er im Auftrag seines Erzbischofs am kaiserlichen Hof in Brüssel im Streit zwischen Karl V. und dem französischen König Franz I. zu vermitteln suchte, war nicht erfolgreich.
Als Franz von Sickingen im Pfaffenkrieg versuchte, Kurfürstentum und Erzbistum Trier im Sinne Luthers zu säkularisieren und die Stadt im September 1522 belagerte, war es von Eck, der die vorgelagerte mit Sickingen sympathisierende Reichsabtei St. Maximin demolieren ließ und die bewaffneten Bürger Triers  am 7. September 1522 auf dem Marktplatz zum Widerstand gegen Sickingen aufforderte.
Nachdem Sickingen gescheitert war, strengten die Mönche St. Maximins einen Prozess gegen Stadt und Erzbischof beim Reichskammergericht in Esslingen am Neckar an, bei dem von Eck Trier und Richard von Greiffenklau vertrat. Hier starb von Eck am 2. Dezember 1524 eines plötzlichen Todes.